# Carlijn Achtereekte
Carlijn Achtereekte (Lettele, Nizozemska, 29. siječnja 1990.) je nizozemska brza klizačica na dugim stazama.

## Karijera
Carlijn je u dosadašnjoj karijeri osvojila tri nacionalna prvenstva u brzom klizanju na dugim stazama. Pri tome je nastupala za momčadi Overijssel Region, Team Corendon, Clafis i Team Victorie dok se u sezoni 2017./18. natjecala za LottoNL-Jumbo.
5. prosinca 2011. ostvarila je svoj osobni rekord u utrci na 3000 metara i to 4:00.80. Carlijn na Svjetskom prvenstvu 2015. u Heerenveenu osvaja srebro na 5000 metara a uoči ZOI 2018. postala je europska doprvakinja na 3000 metara. Tijekom spomenute Olimpijade, nizozemska brzoklizačka reprezentacija je pomela konkurenciju, osvojivši sve tri medalje na 3000 metara s tim da je zlato osvojila 28-godišnja Carlijn Achtereekte od koje se to najmanje očekivalo. Srebro je pripalo braniteljici naslova iz Sočija, Ireen Wüst dok je brončana bila Antoinette de Jong. Carlijn je ostavila Wüst iza sebe za svega osam stotinki prednosti.

## Olimpijske igre

### OI 2018. Pyeongchang
| Pyeongchang 2018. Finale - 3000 m | Pyeongchang 2018. Finale - 3000 m | Pyeongchang 2018. Finale - 3000 m |
| RANG                              | Natjecatelj                       | Vrijeme                           |
| --------------------------------- | --------------------------------- | --------------------------------- |
|                                   | Carlijn Achtereekte               | 3:59.21                           |
|                                   | Ireen Wüst                        | 3:59.29                           |
|                                   | Antoinette de Jong                | 4:00.02                           |

## Vanjske poveznice
- Profil klizačice na web stranicama Eurosporta